# Acanthophyllum bracteatum
Acanthophyllum bracteatum är en nejlikväxtart som beskrevs av Pierre Edmond Boissier. Acanthophyllum bracteatum ingår i släktet Acanthophyllum och familjen nejlikväxter.

## Underarter
Arten delas in i följande underarter:
- A. b. gracile
- A. b. kandaharicum
- A. b. pachycephalum